# Единбургски университет
Единбургският университет (на английски: The University of Edinburgh, на шотландски келтски език: Oilthigh Dhùn Èideann) е основан през 1582 г., което го нарежда сред старите университети на територията на Британските острови. Той изиграва съществена роля в културното, научно и индустриално развитие на Шотландия и на Обединеното кралство като цяло през XVIII и XIX век.

## История
Основаването на университета се приписва на епископ Робърт Рейд (починал 1558 г.), който чрез завещанието си му осигурява нужното начално финансиране. Официалното признаване на статута му става през 1582 г. от крал Джеймс VI. По онова време Шотландия вече има 6 университета, докато по-многобройната като население Англия разполага само с 2 университета.
През XVIII век Единбург се нарежда сред центровете на европейското просвещение с един от водещите университети на континента.
В рамките на университета студентите са представени чрез Единбургското студентско обединение (Edinburgh University Students' Association, EUSA), основано от Робърт Фидзъри Бел през 1884 г.
През 2002 г. структурата на университета е променена, като 9-те му факултета се преобразуват в 3 колежа. Това са Колежът по хуманитарни и обществени науки, Колежът по фундаментални науки и инженерство и Колежът по медицина и ветеринарна медицина. В рамките на колежите съществуват 21 департамента, фокусиращи се върху отделни научни дисциплини.

## Академична репутация
Световната класация на университетите, ежегодно обновявана от вестник „Таймс“ (Times Higher Education Supplement, THES), поставя университета на следните позиции (актуално към 2010/2011):
- 40-о място в света (20 място през 2009)
- 5-о място в Обединеното кралство
- 7-о място в Европа

Класацията THES съдържа и информация, организирана по определени научни области, според която Единбургският университет се класира на следните места:
- 16-о място в света за хуманитарни науки
- 27-о място в света за естествени науки, биология и медицина
- 39-о място в света за социални науки

Алтернативната класация, обновявана от вестник „Гардиън“ (The Guardian University Guide 2008), поставя Единбургския университет на следите позиции (актуално към 2008):
- 7-о място в Обединеното кралство (общ профил)
- 1-во място в Обединеното кралство за компютърни науки
- 1-во място в Обединеното кралство за физика
- 2-ро място в Обединеното кралство за медицина
- 2-ро място в Обединеното кралство за ветеринарна медицина

## Галерия
- „Ню колидж“
- Училище по медицина
- „Макюън хол“
- „Сейнт Ленарс Хол“
- „Милнс Корт“
- Главен вход на Колежа по изкуства
- „Еволюшън Хаус“, Колеж по изкуства
- Училище по ветеринарна медицина „Дик“
- Департамент по информатика
- Централна университетска библиотека
- Институт „Рослин“
- „Полок Холс“

## Колежи и департаменти

### Колеж по хуманитарни и обществени науки
- Департамант по изкуство и култура
- Департамент по богословие
- Департамент по здравеопазване и обществени науки
- Департамент по история и археология
- Департамент по право
- Департамент по литература, езици и култура
- Бизнес департамент
- Департамент по икономика
- Департамент по философия, психология и лингвистика
- Департамент по социални и политически науки

### Колеж по медицина и ветеринарна медицина
- Департамент по биология и медицина
- Департамент по клинични науки и обществено здравеопазване
- Департамент по молекулярна биология и медицина
- Департамент по ветеринарна медицина

### Колеж по фундаментални науки и инженерство
- Департамент по биология
- Департамент по химия
- Департамент по геология
- Департамент по електроника
- Департамент по информатика
- Департамент по математика
- Департамент по физика

## Известни възпитаници
Сред известните личности, които са завършили този университет, са Адам Смит, Гордън Браун, Александър Греъм Бел, Чарлз Дарвин, сър Артър Конан Дойл, Дейвид Хюм, Джеймс Кларк Максуел и други.